# Mount Pénaud
Mount Pénaud (in Chile Monte Barrera) ist ein rund 1050 m hoher Berg ostsüdöstlich des Kap Sterneck an der Danco-Küste des Grahamlands auf der Antarktischen Halbinsel.
Der britische Antarktisreisende Henry Foster kartierte ihn im Zuge seiner Fahrt mit der HMS Chanticleer (1828–1831) im Januar 1829 grob und benannte ihn als Mount Herschel nach dem britischen Astronomen John Herschel (1792–1871). Luftaufnahmen entstanden zwischen 1956 und 1957 bei der Falkland Islands and Dependencies Aerial Survey Expedition. Das UK Antarctic Place-Names Committee nahm 1960 eine Umbenennung vor. Neuer Namensgeber ist der französische Flugzeugkonstrukteur Alphonse Pénaud (1850–1880). Der weitere Hintergrund der chilenischen Benennung ist nicht überliefert.